# غشائية مقاومة للأشعة
غشائية مقاومة للأشعة (الاسم العلمي: Hymenobacter actinosclerus) هي نوع من البكتيريا، سلبية الغرام، تتبع جنس غشائية.